# أندرياس باور (لاعب دوري الرغبي)
أندرياس باور (بالإنجليزية: Andreas Bauer) هو لاعب دوري الرغبي نيوزيلندي، ولد في 26 سبتمبر 1982 في أوكلاند في نيوزيلندا.